# Mag

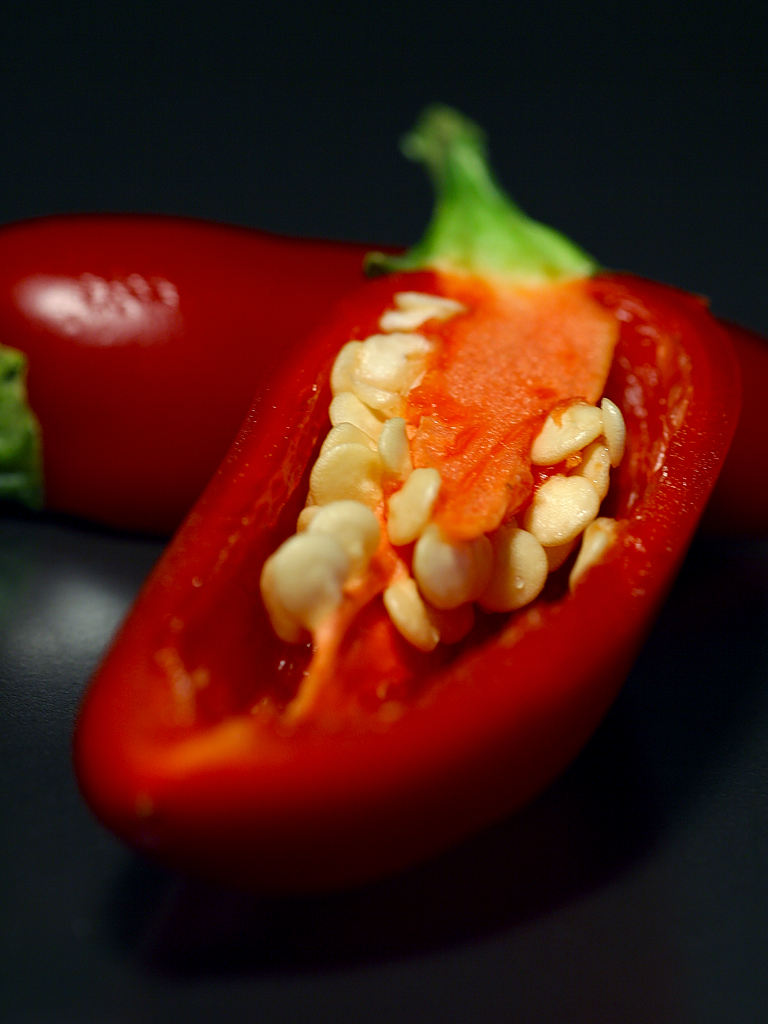
Érett jalapeño paprika félbevágva, a magok jól látszanak

A mag (semen) a virágos növények (Spermatophyta) a magkezdeményből fejlődő szaporítószerve. Nyugalmi állapotában a mag belsejében a maghéjjal (integumentum) és a táplálószövettel (endospermium) körülvett csíra (azaz embrió) található. Ha a körülmények megfelelőek, megkezdődhet a csírázás.

## Kialakulása
A mag a növényvilág legfejlettebb szaporítórendszere. Kialakulása először a devon korszakban történt meg, elsőként a magvaspáfrányoknál (Pteridospermatophyta). Kialakulásának magyarázata a következő:
- A heterospórás harasztok ivarilag és morfológiailag elkülönült spórákat hoztak létre. A nagyobb volt a női jellegű makrospóra, a kisebbik a hím jellegű mikrospóra. Az előbbiből női ivarszerveket (archegonium) fejlesztő előtelep, a makroprotallium, az utóbbiból a hím jellegű mikroprotallium alakult ki, anterídiumokkal (hímivarszerv).
- A fejlődés folyamán a makrospóra nem hagyta el a spóratartóját (sporangium), hanem abban maradt, és a sporangium fala szorosan ránőtt a makrospórára. A makrospóra többé nem hagyta el az anyanövényt, hanem azon, annak védelmében fejlődött előteleppé, protalliummá, és itt alakult ki az archegónium is. A magvas növények esetében a makrospóra a központi embriózsák (nucellus).
- A maghéj (integumentum) kialakulása ma sem tisztázott, valószínű, hogy az ősharasztok hajtásrendszeréig vezethető vissza: a telómák körülnőtték a központi sporangiumot, miközben a többi sporangium elcsökevényesedett, majd teljesen el is tűnt.
- A megtermékenyítés után az archegóniumban lévő petesejt embrióvá alakul, mely a magvas növények esetében dipólusos; a csúcsi részben lévő ős-merisztéma (ős-osztódószövet) hozza létre majd a hajtásrendszert (szár és levelek), ez az ún. rügyecske; vele átellenben a gyökérrendszert kialakító merisztéma működik, ez az ún. gyököcske. Az embrió a magban lévő magfehérjéből (endospermium) táplálkozik, melynek kialakulása a nyitvatermők és a zárvatermők között jelentős különbséget mutat: a nyitvatermőknél az endospermium maga a megtermékenyítés előtt kialakult protallim, benne valódi archegóniumok vannak. A zárvatermőknél az archegóniumok a petesejt segédsejtjeire redukálódtak, az endospermium az embriózsákban lévő kétszeres kromoszómaállományú központi magból alakul ki, melyet a pollenben lévő vegetatív mag termékenyít meg. A nyitvatermők endospermiuma ezért elsődleges (primer) és kétszeres kromoszómaállományú (2n), a zárvatermőké másodlagos (secunder) és háromszoros, triploid kromoszómaállományú (n [vegetatív mag] + 2n [nucelluszmag] = 3n). A tápanyagokat a sziklevelek raktározzák és adagolják az embrióhoz a csírázás folyamán.Gyermekláncfű magjai

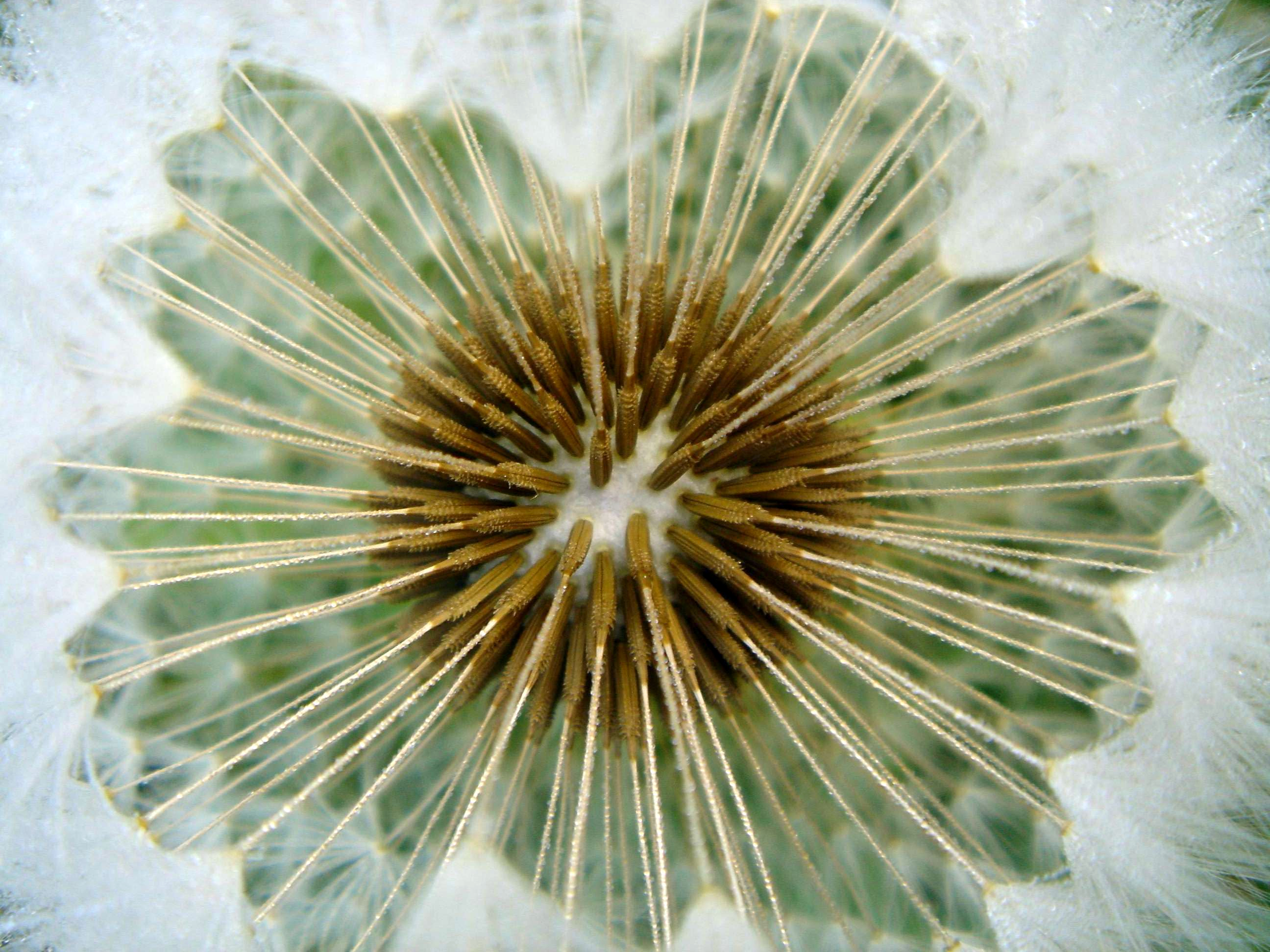
Gyermekláncfű magjai

## Felhasználása
A mag emészthető tápanyagokban gazdag, koncentrált élelmiszer. Szerves anyagainak emészthetősége 80% fölötti. Szénhidráttartalmának jelentős része keményítő. Kevés benne a rost; főként cellulózból és pentozánokból áll. A nyersfehérje nagy része valódi fehérje, aminek biológiai értéke fajonként igen eltérő. A nyers zsír többsége neutrális zsír. A nyers hamuban sok a foszfor, közepes a kálium és a magnézium, kevés a kalcium és a nátrium. A maghéj a B12 kivételével valamennyi B-vitaminból sokat tartalmaz; a csírában sok az E-vitamin.
Fentiek okán a magvak közvetlen felhasználásának két fő fajtája:
- élelmezés,
- takarmányozás.

Külön termelik a vetőmagokat, a dísznövények magvait stb.

### A táplálkozási céllal termesztett magvak csoportosítása
Három nagy csoport:
- gabonamagvak,
- hüvelyesmagvak,
- olajos magvak,

A gabonamagvak termesztése költségesebb a tömegtakarmányokénál. Árukat befolyásolja az emberi táplálkozásban betöltött szerepük is. Magyarország éghajlata kedvez a szemestakarmányok termesztésének.